# إيما لونسديل
إيما لونسديل (بالإنجليزية: Emma Lonsdale)‏ هي متزحلقة حرة بريطانية، ولدت في 24 أبريل 1984 في Langcliffe ‏ في المملكة المتحدة.

## وصلات خارجية
- إيما لونسديل على موقع الاتحاد الدولي للتزلج (التزلج الحر) (الإنجليزية)
- إيما لونسديل على موقع أوليمبيديا (الإنجليزية)
- إيما لونسديل على موقع اللجنة الأولمبية البريطانية (الإنجليزية)